# Tanéné (Dubréka)
Pour les articles homonymes, voir Tanéné.
Tanéné est une ville et une sous-préfecture de la préfecture de Dubréka dans la région de Kindia, dans l'ouest de la Guinée.

## Géographie
Tanéné se situe à environ 4 km au nord-est de Dubréka. La nationale 3 reliant Conakry à Boké, ainsi que la voie de chemin de fer à voie étroite Conakry-Fria, passent à l'est de la ville.

## Histoire
Tanéné était la résidence de Balé Demba, manga (roi) du royaume de Dubréka, lorsque, le 20 juin 1880, il y signe le traité de protectorat avec la France, qui est le point de départ de la colonisation de la Guinée.

## Population
En 2016, la localité comptait 51 390 habitants.